# Три пагоды
Три пагоды (кит. 三塔, пиньинь sān tǎ; полное название кит. 崇圣寺三塔, пиньинь chóng shèng sì sān tǎ — три пагоды священного храма) — крупнейший архитектурный ансамбль в городском уезде Дали (китайская провинция Юньнань), времён заката эпохи Тан. Представляет собой три кирпичные пагоды, расположенные в горной местности по углам правильного треугольника.
Средняя шестнадцатиярусная пагода высотой 69,13 метра на момент своего возведения в 824—840 годах была, вероятно, самым высоким сооружением к югу от Янцзы. Заказчиками строительства выступили правители могущественного южнокитайского государства Наньчжао, а строители, вероятно, прибыли из Сианя, где сохранился её прообраз — Малая пагода диких гусей.
Толщина стен сооружения достигает 3,3 метра. Зрительное членение на ярусы достигается при помощи загнутых кверху карнизов, однако нижние восемь ярусов — декоративные: до половины высоты пагода полая. Фасад каждого яруса украшен беломраморной статуей Будды.
Столетие спустя наискосок от этой башни были построены две пагоды в сходном стиле, однако в основании не квадратные, а восьмиугольные. Это девятиярусные сооружения высотой 42,19 метра. Перед храмовым комплексом было выкопано небольшое озеро, в котором теперь можно видеть отражения древних башен.
Ансамбль из трёх пагод близ Дали примечателен тем, что дошёл до наших дней без видимых повреждений, несмотря на своё расположение в весьма сейсмоактивном районе. Даже во время землетрясения 1925 года, когда в Дали было разрушено 99 % построек, ансамбль устоял, хотя левая башня и дала заметный крен вправо. Согласно местному поверью, центральная пагода рухнула во время землетрясения 6 мая 1515 года, но десять дней спустя чудесным образом возродилась из руин.
Во время раскопок, предпринятых китайским правительством в 1978 году, в окрестностях пагоды было обнаружено ок. 700 буддистских древностей, по всей видимости, относящихся к близлежащему монастырю Сань та, который был уничтожен пожаром во времена империи Цин.